# Bärentöterstraße 12

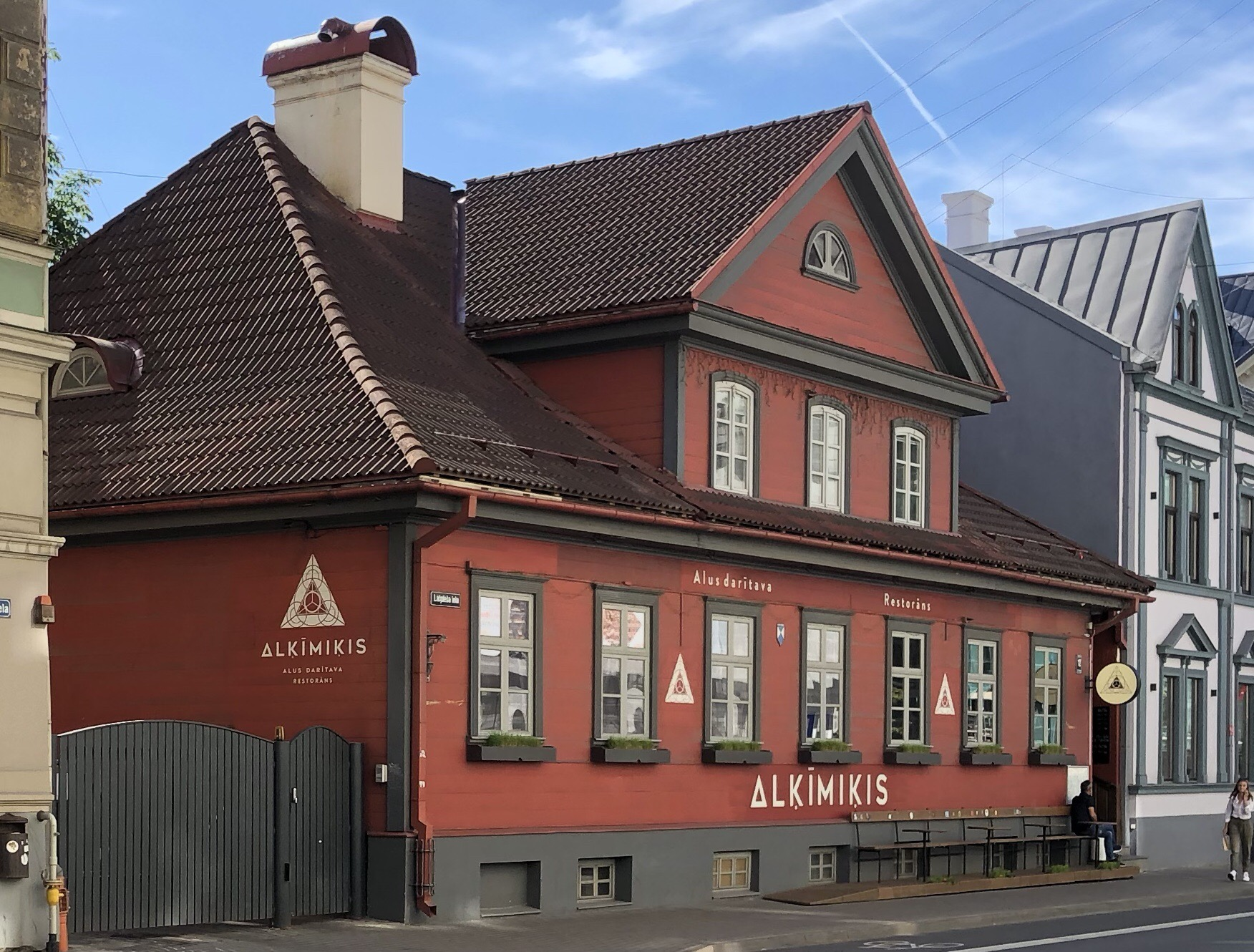
Bärentöterstraße 12

Das Haus Bärentöterstraße 12 (lettisch Lāčplēša iela 12) ist ein denkmalgeschütztes Gebäude in der lettischen Hauptstadt Riga.
Es befindet sich auf der Südseite der Bärentöterstraße (Lāčplēša iela) im Rigaer Stadtteil Livländische Vorstadt.
Der eingeschossige Bau entstand im Jahr 1895. Die Fassade ist siebenachsig ausgeführt. Das Dach wird von einem dreiachsigen von einem Dreiecksgiebel bekrönten Zwerchhaus dominiert.
Seit dem 29. Oktober 1998 ist das Haus unter der Nummer 8003 im lettischen Denkmalverzeichnis eingetragen.